# Gornji Drapnići
Gornji Drapnići (cyr. Горњи Драпнићи) – wieś w Bośni i Hercegowinie, w Republice Serbskiej, w mieście Sarajewo Wschodnie, w gminie Sokolac. W 2013 roku liczyła 28 mieszkańców.